# 567 TCN
567 TCN là một năm trong lịch La Mã.